# Весілля в Малинівці (фільм)
«Весілля в Малинівці» (рос. «Свадьба в Малиновке») — радянська музична комедія, екранізація однойменної оперети Бориса Александрова, увійшла до золотого надбання радянського кінематографу. Фільм знято російською мовою, фактично відображає театралізовану радянську інтерпретацію типового села епохи радянсько-української війни 1917—1922 рр. та українсько-білогвардійського протистояння 1919 року на півдні України і Наддніпрянщині, відбиває типову для даного регіону архітектуру, театралізовану радянську інтерпретацію побуту, одягу, народних пісень, манер та звичаїв.
Журналістка Дарія Гірна на своєму ютуб-каналі «Обличчя Незалежності» опублікувала власне розслідування: виявилось, що головний антагоніст цього фільму «отаман Грицько» пародіює історію військового УНР отамана Никифора Григор'єва з Кіровоградщини.

## Дія
Період радянсько-української війни, 1919.
В українському селі Малинівка на півдні України (тодішня Херсонська губернія, сьогодні Петрівський район Кіровоградської області) всі чекають весілля чабана Андрія з Яринкою, дочкою вдови революціонера місцевого походження, якого заслано до Сибіру ще за царя. Але на село нападає банда місцевого самопроголошеного отамана Грицька. Яринка припадає до вподоби отаману й він погрозами намагається добитися від неї згоди на весілля. Злякана Яринка тікає до лісу, де засів невеликий загін червоної кінноти з частин Григорія Котовського, який здійснює розвідку. Ярина просить про допомогу й командир загону Назар Дума розробляє план, як знищити чисельно більшого противника. Для цього Ярині потрібно згодитися на весілля з отаманом. Коли всі бандити добряче переп'ються на цьому бенкеті, їх можна бути легко розбити. Отаман Грицько чекає на посланця від білого російського барона Врангеля, то ж на весіллі з'являється Назар в постаті блискучого білого російського офіцера. В певну мить він дає умовний сигнал своїм бійцям, але допомога запізнюється, і Назар вимушений битися зі своїм ворогом сам на сам.

## У ролях
- Андрій Абрикосов — Балясний, батько Грициянів
- Григорій Абрикосов — отаман Грициян Таврійський
- Людмила Алфимова — Софія, мати Яринчина
- Михайло Водяний — Попандопуло, ад'ютант Грициянів
- Маргарита Криницина — Рижа
- Євген Лебедєв — Ничипір, малинівський староста
- Валентина Лисенко — Яринка
- Тамара Носова — Комариха
- Михайло Пуговкін — Яшка-артилерист
- Володимир Самойлов — Назар Дума, червоний командир, чоловік Софії та батько Яринки
- Микола Сліченко — Петро, червоний козак
- Олексій Смирнов — бандит Сметана
- Гелій Сисоєв — Андрійко
- Емма Трейвас — Триндичиха
- Зоя Федорова — Гапуся (Горпина Дормидонтівна), жінка Ничипорова
- В'ячеслав Воронін — штабскапітан Чечіль, справжній емісар барона Врангеля
- Олександр Орлов — піп
- Володимир Васильєв — бандит

## Знімальна група
- Автор сценарію: Леонід Юхвід
- Режисер: Андрій Тутишкін
- Оператор-постановник: В'ячеслав Фастович
- Художник-постановник: Семен Малкін
- Композитор: Борис Александров

## Технічні дані
- Кольоровий
- Широкоформатний
- оригінал — звуковий, моно; сучасний ремастеринг — 6-канальний Dolby AC3

## Цікаві факти
- Фільм приурочено до 50-річчя Великої Жовтневої революції, і, затим що дія відбувається в Україні, Держкіно запропонувало виробництво Кіностудії Довженка, але там відмовились, пославшись на «несерйозність» фільму.

- Зйомки проводили в кількох селах Лубенського району Полтавської області. Графську садибу знімали в селі Хорошки, вітряк та інші сцени — в селі Мацківці, монастир, де розмістилась банда отамана Грицияна Таврійського — у селі Мгар (Афанасіївська (Благовіщенська) церква Спасо-Преображенського Мгарського монастиря). Павільйонні зйомки — на Ленфільмі. А природу знімали в селі Малинівка, тільки це Малинівка Чугуївського району Харківської області,[2] а по інших, Малинівка в Глобинському районі Полтавської області.[3]
- В селищі Малинівка Харківської області у 2013 році в рамках щорічного фестивалю «Весілля в Малинівці» була відкрита скульптурна композиція, яка зображає як Попандопуло й Сметана ділять вміст украденої скрині, за авторством Сейфаддіна Гурбанова.[4]

- У масових фільмуваннях задіяно практично всіх жителів Малинівки.

- Михайло Пуговкін трохи не став жертвою залаштункових ігор у знімальній групі і взагалі міг не потрапити в картину. Режисер бачив у ролі Яшки-артилериста лише його, але асистентка протягом кількох місяців говорила Тутишкіну, що «не може знайти Пуговкіна», бо в неї був свій кандидат. Режисер подзвонив Пуговкіну сам, і питання було розв'язано.

- Пуговкін вивчав танець «В ту степ» (тобто тустеп, англ. two-step, від two — два і step — крок) півтора місяця, тому що, на думку балетмейстера Галини Олександрівни Шаховської, йому не вистачало куражу. В подальшому танець став гордістю М. І. Пуговкіна. Сам бальний танець з'явився у США на початку 20-х років. Мода на нього захопила Європу в тих таки 20-х роках, тобто персонаж Пуговкіна Яшка-артилерист ще нічого не міг знати про цей танець.

- 13 лютого 2011 року на каналі «HD Кіно» відбулась прем'єра оцифрованого фільму.

- У Олеся Барліга є п'єса «І твою фразу теж», що написана до річниці Леоніда Юхвіда і містить алюзії на «Весілля в Малинівці». Твір увійшов у 2017 до збірки «Звірі подивляться замість тебе» виданої у видавництві Крок. Дія п'єси відбувається у постапокаліптичному Києві.